# MacBook de 12 polzades
El MacBook de 12 polzades (també anomenat Retina MacBook, comercialitzat oficialment com el nou MacBook) és un portàtil Mac descatalogat fabricat per Apple Inc., que es trobava entre el MacBook Air i el MacBook Pro a la línia de portàtils d'Apple. Comparteix el mateix nom que el seu predecessor, que es va descatalogar tres anys abans del llançament d'aquest.
Introduït el març del 2015, era més compacte que qualsevol altre portàtil de la família MacBook del moment i incloïa una pantalla Retina, un disseny sense ventilador i un teclat Butterfly amb un recorregut de tecles més baix. Només tenia un únic port USB-C, utilitzat tant per a l'alimentació com per a les dades. Es va revisar el 2017 i es va deixar de fabricar el juliol del 2019, un any després del llançament del MacBook Air amb pantalla Retina.

## Visió general
El MacBook es va anunciar en un esdeveniment especial d'Apple el 9 de març de 2015 i es va llançar un mes després, el 10 d'abril. Emprava processadors Broadwell Core M d'Intel amb un TDP d'uns 4,5 watts per permetre un disseny sense ventilador i una placa lògica molt més petita que la dels MacBooks anteriors. Tenia un aspecte similar al MacBook Air, però era més prim i lleuger, oferia (en el moment de la seva introducció) més emmagatzematge i memòria, i una pantalla Retina de 2304 × 1440 de major resolució, però un rendiment gràfic i del processador inferior. El MacBook ha estat disponible en ocasions en acabats gris espacial, platejat i daurat.

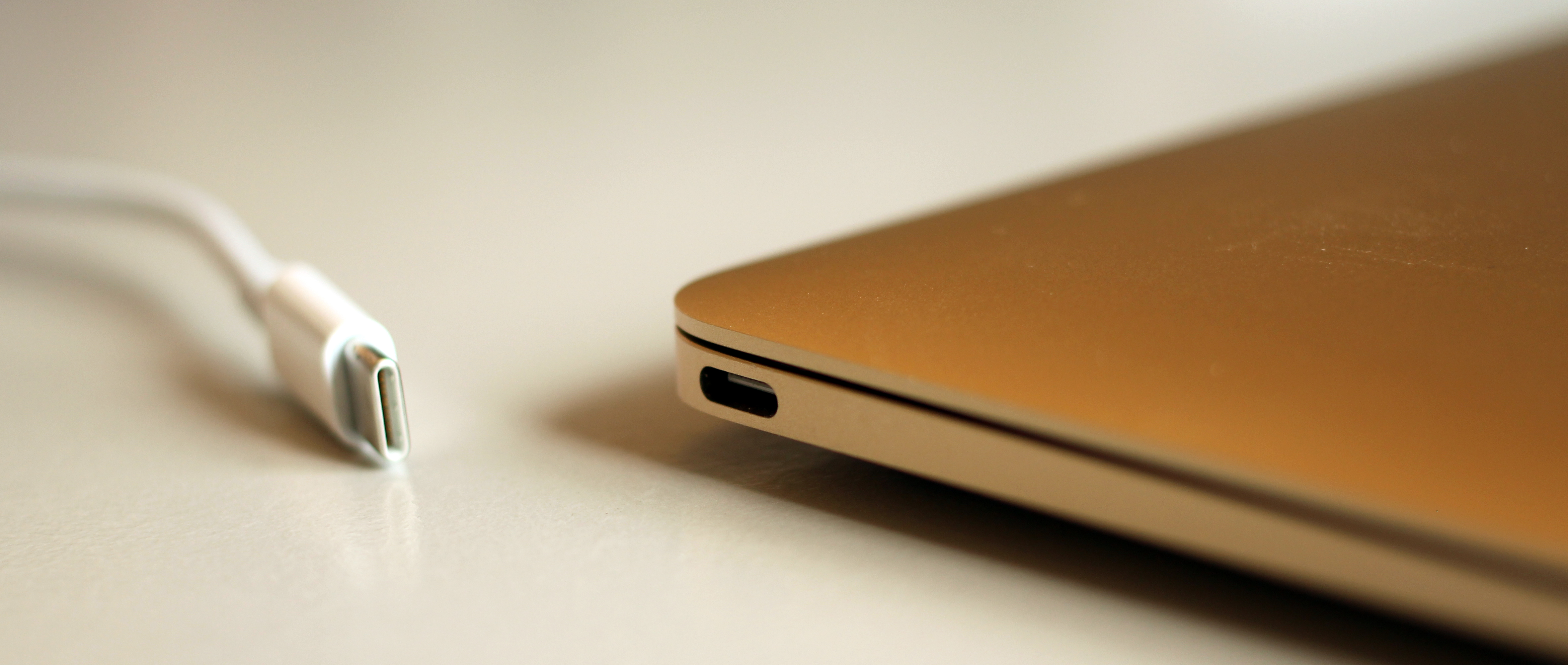
USB-C al MacBook

El MacBook només té un port, un únic port USB-C multiús; va ser el primer Mac amb USB-C. El port admet velocitats de transmissió de fins a 5 Gbit/s, i es pot utilitzar per a dades, sortida d'àudio/vídeo i càrrega; va ser el primer MacBook sense càrrega MagSafe. Apple comercialitza un adaptador que pot proporcionar un connector USB-A de mida completa i un "Adaptador multiport AV digital" amb un pas de càrrega, un port USB-A de mida completa i una sortida HDMI. Tot i que la tecnologia Thunderbolt 3 utilitza connectors USB-C, el port USB-C del MacBook no és compatible amb Thunderbolt. Va ser un dels dos únics Mac, juntament amb el Mac Pro del 2012, que no era compatible amb Thunderbolt des que es va introduir als Mac el 2011. Els dispositius Thunderbolt, com ara els suports d'emmagatzematge i l'Apple Thunderbolt Display, no són compatibles. Poc després de la introducció del MacBook, diverses empreses van començar a anunciar cables i adaptadors per al port USB-C.
Malgrat la seva petita mida, compta amb un teclat de mida completa i un trackpad gran. El MacBook va introduir un nou teclat Butterfly, amb les tecles tradicionals de mecanisme de tisora substituïdes per un nou mecanisme de papallona dissenyat per Apple, fent que el teclat sigui més prim i, com afirma Apple, les tecles individuals més estables. La retroil·luminació del teclat ja no consistia en una filera de LED i un panell de guia de llum, sinó que utilitzava un sol LED per a cada tecla. També va introduir el trackpad Force Touch, un trackpad d'estat sòlid que mesura la sensibilitat a la pressió i replica un clic amb retroalimentació hàptica. El trackpad es va portar més tard al Magic Trackpad 2 i al MacBook Pro del 2015. Una tecnologia similar (3D Touch) també s'utilitza a l'Apple Watch i es va introduir amb l'iPhone 6S.
La carcassa d'alumini és de 13,1 mm al seu punt més gruixut a l'extrem de la frontissa. La bateria es va dissenyar a mida per omplir l'espai disponible a la petita carcassa. Utilitza una cel·la de bateria adossada de polímer de liti de 39,7 watts-hora que s'anunciava que proporcionava una durada de bateria de "tot el dia". Apple afirmava nou hores de navegació per Internet o deu hores de reproducció de pel·lícules a iTunes. La bateria es va millorar en l'actualització del 2016, i Apple afirmava deu hores de navegació per Internet i onze hores de reproducció de pel·lícules a iTunes. El MacBook no incloïa beril·li, BFR ni PVC en la seva construcció. La pantalla estava feta de vidre sense arsènic. Estava feta de materials reciclables com l'alumini i el vidre, complia amb els estàndards Energy Star 6.1 i tenia la qualificació EPEAT Gold.